# 無神論者バスキャンペーン

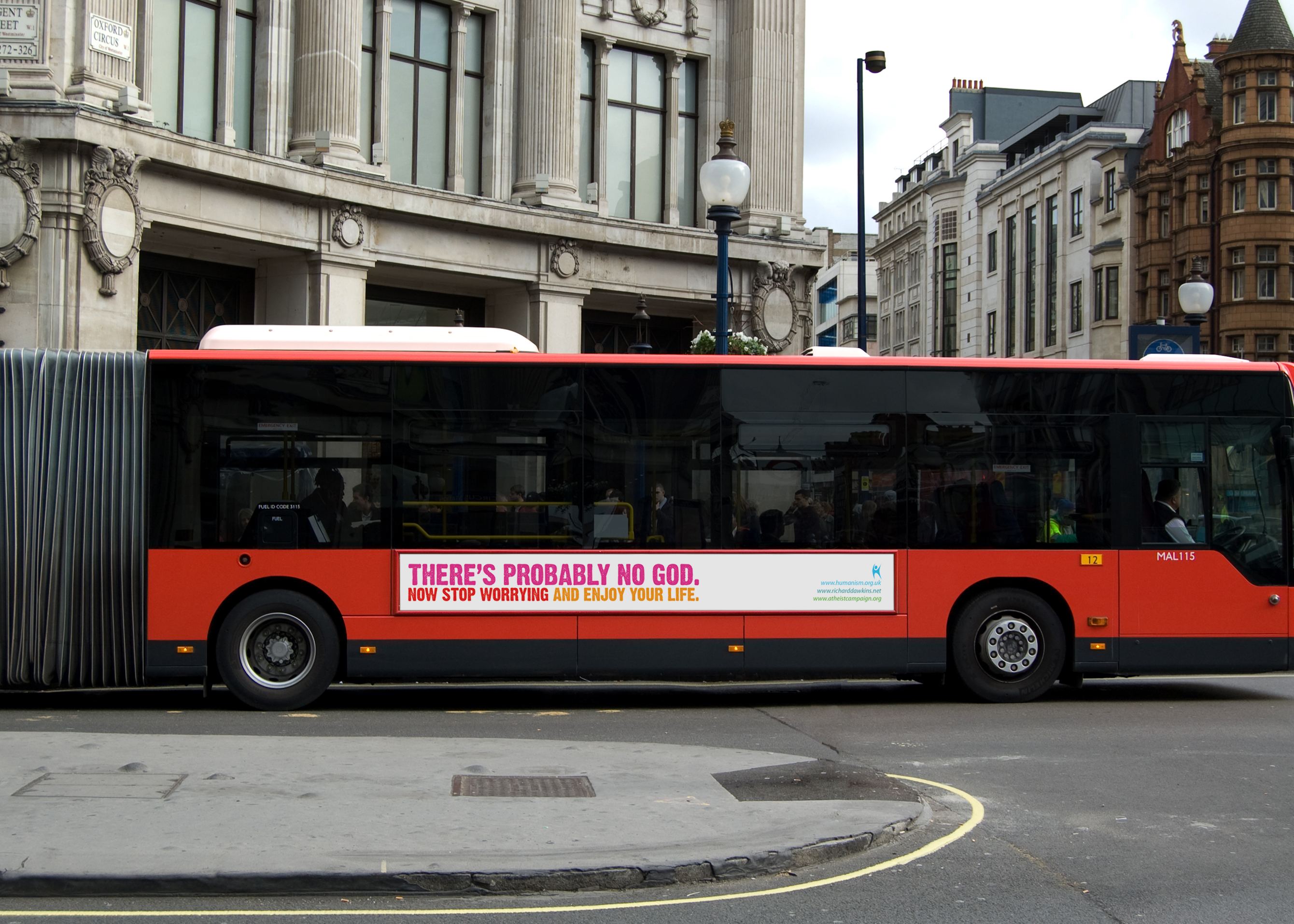
ロンドンを走る無神論者バスキャンペーン広告バス

無神論者バスキャンペーン（むしんろんしゃバスキャンペーン）は、イギリスから始まり世界に広がったバス広告キャンペーン。キリスト教福音派の団体JesusSaid.orgが組織した「非キリスト教徒は永遠に地獄で焼かれる」と言うバス広告に反応する形で、コメディー作家アリアン・シェラインによって2008年10月21日に発足した。 英国ヒューマニズム協会と『神は妄想である』(2006年)を著した生物学者、リチャード・ドーキンスの支援を受けている。
当初のキャンペーンの目的は5500ポンドの寄付金を集め、2009年始めに4週間、30台のバスにスローガン「神は多分存在しない。もう恐れるのを止めて人生を楽しみましょう。」を掲げて走らせることであった。その後リチャード・ドーキンスが5500ポンドの寄付に同意したため、目標額は11000ポンドに設定された。募金額は開始当日の午前10時に目標に達し、同日中に48000ポンド、10月24日夕方までに10万ポンドを超えた。募集は4月11日に終わり、総額は15万ポンドに達した。 最初のバスは2009年1月6日に運行し、800台が走っている。また著名な無神論者から引用した1000の広告ポスターをロンドン地下鉄の駅に張り出すことも計画されている。またロンドン中心街のオックスフォードストリートに二つの大きな液晶スクリーンが設置された。バスの運行が目標を遙かに上回ったため、現在は英国ヒューマニスト協会のより一般的なキャンペーン、ザ・ネクスト・ストップが募金を受け付けている。 

## 成り立ち
このアイディアは2008年6月に、ガーディアン紙のコメント・イズ・フリーでアリアン・シェラインから表明された。シェラインはJesusSaid.orgの広告に不満を表明し、投稿で無神論者にこの広告へ対処するよう訴えた。このアイディアはウェブサイト、プレッジバンク（PledgeBank）での署名と募金に繋がり、8月には主流メディアのいくつかで取り上げられた。その後、英国ヒューマニスト協会が公式の支援と募金の管理を申し出た。シェラインはそれから、リチャード・ドーキンスに協力を求め、ドーキンスは5500ポンドの支援を申し出た。 この話題は世界各地のメディアの注目を集め、タイムズの記者は「（イギリスで1950年代に行われた）タマゴの広告以来、これだけ大きなインパクトをわずかなコストで成し遂げた例はない」と述べた。 この広告へはいくつかの反対があった。イギリスの広告基準公団（ASA）には1月21日までに326件の抗議が寄せられた。クリスチャン・ボイスのスティーブン・グリーンは「規則に合致するためにはそれが実証されなければならない」と指摘した。BHAはこの抗議に裁定を下すなら、ASAが神が存在するかどうか判定してはどうかと提案した。ASAは1月21日に、広告は広告主の意見の表明であって、実証できなかったと判断した。彼らはまた、広告が多くの人々の信念と相容れないが、「深刻な、あるいは広範な罪」を引き起こさないと述べた。またカンタベリーの前大主教ジョージ・ケアリーなど主要な聖職者も反対意見を表明した。バースとウェールズの司教ピーター・プライスは「キャンペーンは分別と現実感が欠如している」と述べた。サウザンプトンでは一人の運転手が広告のあるバスの運転を拒否し、雇用主は代わりの運転手を見つけることとなった。

## 著名な寄付者
テレビ評論家チャーリー・ブルッカー、音楽家ラビ・シファー、哲学者A.C.グレーリング、作家ゾイ・マーゴリスの他キリスト教シンクタンクの責任者ポール・ウーリーは神について考えている人を捕まえることができると考えて寄付に参加した。ゲイ・レズビアン・ヒューマニスト協会も主要な支持者である。著名人ではドーキンスの5500ポンドが最大だが、最高額は匿名の寄付者の2万ポンドである。

## 「多分」と言う語句
広告の語句は無神論者とキリスト教徒の間で議論を引き起こした。リチャード・ドーキンスは「ほとんど間違いなくいない」という言い回しを好むと述べた。アリアン・シェラインは、神の存在の反証を挙げることはできず、したがってその広告が正確であるために必要だと主張した。D.J.テイラーはキャンペーンの後退だと感じたが、語句の挿入に賛成した。A.C.グレーリングや他の支持者は反対したが、この句の挿入はASAの規則を避けることもできるために採用された。

## 世界への広がり

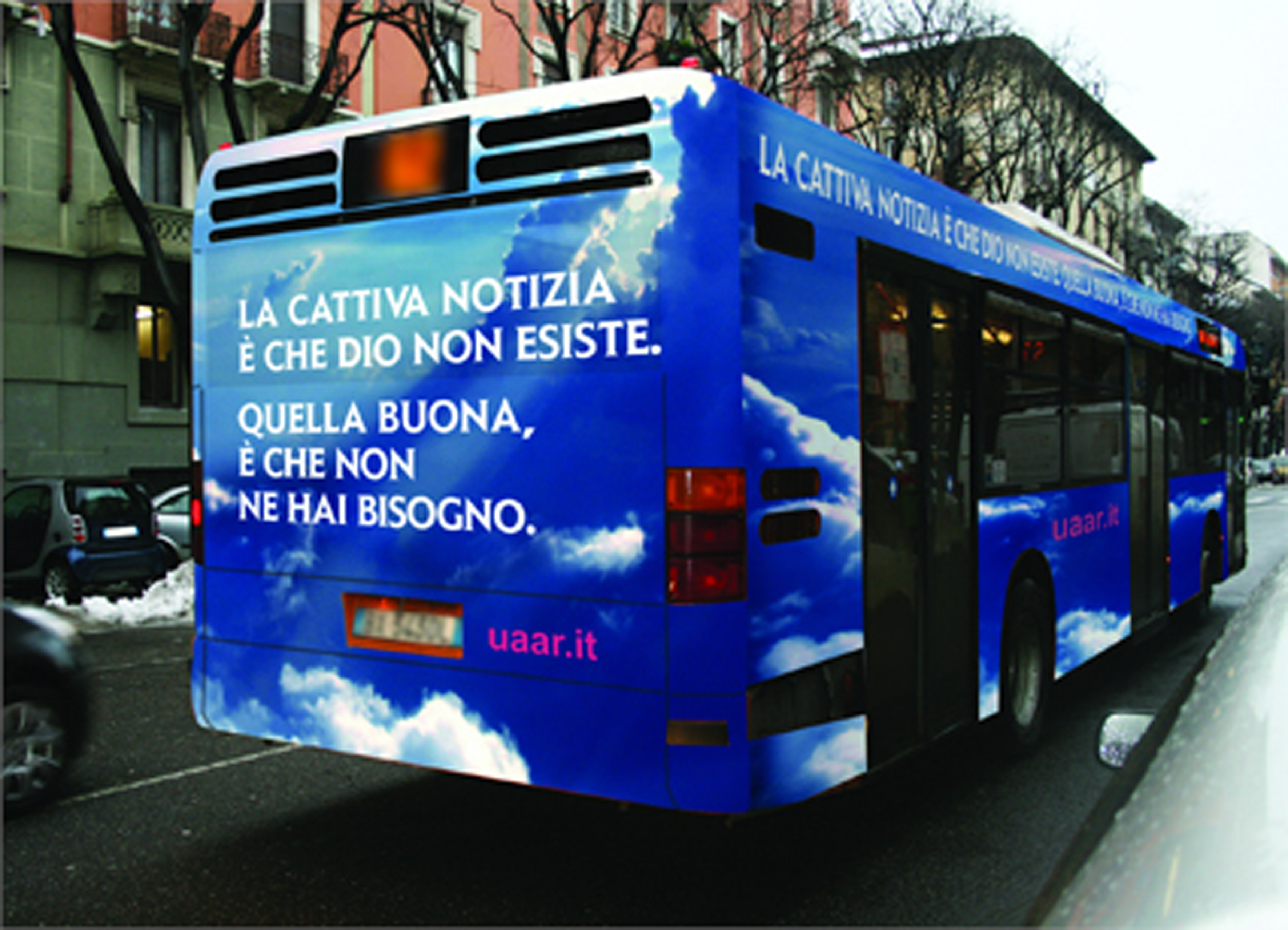
イタリアキャンペーンでの当初の広告

このキャンペーンに触発され、アメリカヒューマニスト協会は2008年12月にワシントンD.C.で、「なぜ神を信じるのか？ただ善人でいるだけでいい」と言うスローガンとともに同様のキャンペーンを開始した。2009年2月には「宗教からの自由財団」が様々な引用をスローガンにバスキャンペーンを開始した。 
オーストラリア無神論財団は「無神論－理性の賛美」というスローガンでキャンペーンを行おうとしたが、オーストラリア最大の野外広告会社APN Outdoorによって拒否された。タスマニアでは類似したキャンペーンが国営バスによって拒否された。
「合理主義無神論と不可知論のイタリア連盟」はジェノバで2009年2月から同様のキャンペーンを行おうとした。イタリアのスローガンは「悪い知らせは、神はいないことです。良い知らせは、あなたは彼を必要としないことです」だった。ジェノバで広告ライセンスを握る会社IGODecauxは「公衆の道徳と宗教的信念を損なうかも知れない」と言う理由でキャンペーンを拒否した。イタリアの公正取引委員会のアントニオ・カトリカラは、その広告が潜在的に「危険で不正直な性質」のために、無神論バス運動に対する調査を開始したと発表した。それに応じて連盟は「良い知らせは何百万もの無神論者がイタリアにいることです。最高の知らせは彼らが表現の自由を信じることです」という新しいスローガンを用意した。 
スペインでは英語を直訳した「神はおそらくいない」というスローガンで、1月12日にバルセロナから開始された。1月末にはマドリードとバレンシアでも始まった。このキャンペーンはカトリックから批判を受けた。
カナダではトロント交通局が承認し、バス、トラム、地下鉄、高速鉄道でイギリスと同じスローガンで始まった。ケベックヒューマニスト協会の要請でモントリオールでも3月からキャンペーンが始まった。ハリファックスとオンタリオ州ロンドンでは拒否された。首都のオタワでは最初に拒否されたが、市議会によってその判定は覆され、許可された。ブリティッシュコロンビア州のバンクーバー、ビクトリア、ケロウナでは宗教的な広告が許可されていないという理由で拒否された。
フィンランドでは同様のキャンペーンが、最大の都市ヘルシンキとタンペレで3月から始まった。